# Lumberton (Nowy Meksyk)
Lumberton – jednostka osadnicza w Stanach Zjednoczonych, w stanie Nowy Meksyk, w hrabstwie Rio Arriba.